# Ski Classics 2025/26
Die Ski Classics 2025/26 wird die 16. Austragung der Wettkampfserie im Skilanglauf. Sie wird 11 Einzelrennen, davon 9 Skimarathons im Massenstart, ein Intervallstart und einen Sprint umfassen, die in klassischer Technik ausgetragen werden. Dazu gibt es einen Teamprolog ebenfalls in der klassischen Technik. Die Serie startet am 13. Dezember 2025 mit dem Teamprolog in Bad Gastein und endet am 29. März 2026 mit dem Summit 2 Senja in Norwegen. Die Titelverteidiger sind die Norweger Ole Jørgen Bruvoll und Anikken Gjerde Alnæs.

## Männer

### Ergebnisse
| 1.Ski Classics in Bad Gastein – Prolog und Bad Gastein Criterium | 1.Ski Classics in Bad Gastein – Prolog und Bad Gastein Criterium | 1.Ski Classics in Bad Gastein – Prolog und Bad Gastein Criterium | 1.Ski Classics in Bad Gastein – Prolog und Bad Gastein Criterium | 1.Ski Classics in Bad Gastein – Prolog und Bad Gastein Criterium |
| ---------------------------------------------------------------- | ---------------------------------------------------------------- | ---------------------------------------------------------------- | ---------------------------------------------------------------- | ---------------------------------------------------------------- |
| Datum                                                            | Disziplin                                                        | Erster Platz                                                     | Zweiter Platz                                                    | Dritter Platz                                                    |
| 13. Dezember 2025                                                | 7 km klassisch                                                   |                                                                  |                                                                  |                                                                  |
| 14. Dezember 2025                                                | 36 km klassisch                                                  |                                                                  |                                                                  |                                                                  |

| 2.Ski Classics in Pontresina und Zuoz – La Diagonela | 2.Ski Classics in Pontresina und Zuoz – La Diagonela | 2.Ski Classics in Pontresina und Zuoz – La Diagonela | 2.Ski Classics in Pontresina und Zuoz – La Diagonela | 2.Ski Classics in Pontresina und Zuoz – La Diagonela |
| ---------------------------------------------------- | ---------------------------------------------------- | ---------------------------------------------------- | ---------------------------------------------------- | ---------------------------------------------------- |
| Datum                                                | Disziplin                                            | Erster Platz                                         | Zweiter Platz                                        | Dritter Platz                                        |
| 17. Januar 2026                                      | 55 km klassisch                                      |                                                      |                                                      |                                                      |

| 3. Ski Classics im Val di Fiemme und Val di Fassa – Marcialonga | 3. Ski Classics im Val di Fiemme und Val di Fassa – Marcialonga | 3. Ski Classics im Val di Fiemme und Val di Fassa – Marcialonga | 3. Ski Classics im Val di Fiemme und Val di Fassa – Marcialonga | 3. Ski Classics im Val di Fiemme und Val di Fassa – Marcialonga |
| --------------------------------------------------------------- | --------------------------------------------------------------- | --------------------------------------------------------------- | --------------------------------------------------------------- | --------------------------------------------------------------- |
| Datum                                                           | Disziplin                                                       | Erster Platz                                                    | Zweiter Platz                                                   | Dritter Platz                                                   |
| 25. Januar 2026                                                 | 70 km klassisch                                                 |                                                                 |                                                                 |                                                                 |

| 4. Ski Classics von Bedřichov – Bedřichov Sprint | 4. Ski Classics von Bedřichov – Bedřichov Sprint | 4. Ski Classics von Bedřichov – Bedřichov Sprint | 4. Ski Classics von Bedřichov – Bedřichov Sprint | 4. Ski Classics von Bedřichov – Bedřichov Sprint |
| ------------------------------------------------ | ------------------------------------------------ | ------------------------------------------------ | ------------------------------------------------ | ------------------------------------------------ |
| Datum                                            | Disziplin                                        | Erster Platz                                     | Zweiter Platz                                    | Dritter Platz                                    |
| 30. Januar 2026                                  | Sprint klassisch                                 |                                                  |                                                  |                                                  |

| 5. Ski Classics von Bedřichov – Isergebirgslauf | 5. Ski Classics von Bedřichov – Isergebirgslauf | 5. Ski Classics von Bedřichov – Isergebirgslauf | 5. Ski Classics von Bedřichov – Isergebirgslauf | 5. Ski Classics von Bedřichov – Isergebirgslauf |
| ----------------------------------------------- | ----------------------------------------------- | ----------------------------------------------- | ----------------------------------------------- | ----------------------------------------------- |
| Datum                                           | Disziplin                                       | Erster Platz                                    | Zweiter Platz                                   | Dritter Platz                                   |
| 1. Februar 2026                                 | 50 km klassisch                                 |                                                 |                                                 |                                                 |

| 6. Ski Classics von Sälen nach Mora – Wasalauf | 6. Ski Classics von Sälen nach Mora – Wasalauf | 6. Ski Classics von Sälen nach Mora – Wasalauf | 6. Ski Classics von Sälen nach Mora – Wasalauf | 6. Ski Classics von Sälen nach Mora – Wasalauf |
| ---------------------------------------------- | ---------------------------------------------- | ---------------------------------------------- | ---------------------------------------------- | ---------------------------------------------- |
| Datum                                          | Disziplin                                      | Erster Platz                                   | Zweiter Platz                                  | Dritter Platz                                  |
| 1. März 2026                                   | 90 km klassisch                                |                                                |                                                |                                                |

| 7. Ski Classics von Orsa Grönklitt – Grönklitt 50K ITT | 7. Ski Classics von Orsa Grönklitt – Grönklitt 50K ITT | 7. Ski Classics von Orsa Grönklitt – Grönklitt 50K ITT | 7. Ski Classics von Orsa Grönklitt – Grönklitt 50K ITT | 7. Ski Classics von Orsa Grönklitt – Grönklitt 50K ITT |
| ------------------------------------------------------ | ------------------------------------------------------ | ------------------------------------------------------ | ------------------------------------------------------ | ------------------------------------------------------ |
| Datum                                                  | Disziplin                                              | Erster Platz                                           | Zweiter Platz                                          | Dritter Platz                                          |
| 8. März 2026                                           | 50 km klassisch                                        |                                                        |                                                        |                                                        |

| 8. Ski Classics von Rena nach Lillehammer – Birkebeinerrennet | 8. Ski Classics von Rena nach Lillehammer – Birkebeinerrennet | 8. Ski Classics von Rena nach Lillehammer – Birkebeinerrennet | 8. Ski Classics von Rena nach Lillehammer – Birkebeinerrennet | 8. Ski Classics von Rena nach Lillehammer – Birkebeinerrennet |
| ------------------------------------------------------------- | ------------------------------------------------------------- | ------------------------------------------------------------- | ------------------------------------------------------------- | ------------------------------------------------------------- |
| Datum                                                         | Disziplin                                                     | Erster Platz                                                  | Zweiter Platz                                                 | Dritter Platz                                                 |
| 14. März 2026                                                 | 54 km klassisch                                               |                                                               |                                                               |                                                               |

| 9. Ski Classics in Bodø – Marcialonga Bodø | 9. Ski Classics in Bodø – Marcialonga Bodø | 9. Ski Classics in Bodø – Marcialonga Bodø | 9. Ski Classics in Bodø – Marcialonga Bodø | 9. Ski Classics in Bodø – Marcialonga Bodø |
| ------------------------------------------ | ------------------------------------------ | ------------------------------------------ | ------------------------------------------ | ------------------------------------------ |
| Datum                                      | Disziplin                                  | Erster Platz                               | Zweiter Platz                              | Dritter Platz                              |
| 21. März 2026                              | 50 km klassisch                            |                                            |                                            |                                            |

| 10. Ski Classics in Bardufoss – Reistadløpet | 10. Ski Classics in Bardufoss – Reistadløpet | 10. Ski Classics in Bardufoss – Reistadløpet | 10. Ski Classics in Bardufoss – Reistadløpet | 10. Ski Classics in Bardufoss – Reistadløpet |
| -------------------------------------------- | -------------------------------------------- | -------------------------------------------- | -------------------------------------------- | -------------------------------------------- |
| Datum                                        | Disziplin                                    | Erster Platz                                 | Zweiter Platz                                | Dritter Platz                                |
| 28. März 2026                                | 46 km klassisch                              |                                              |                                              |                                              |

| 11. Ski Classics in Bardufoss – Summit 2 Senja | 11. Ski Classics in Bardufoss – Summit 2 Senja | 11. Ski Classics in Bardufoss – Summit 2 Senja | 11. Ski Classics in Bardufoss – Summit 2 Senja | 11. Ski Classics in Bardufoss – Summit 2 Senja |
| ---------------------------------------------- | ---------------------------------------------- | ---------------------------------------------- | ---------------------------------------------- | ---------------------------------------------- |
| Datum                                          | Disziplin                                      | Erster Platz                                   | Zweiter Platz                                  | Dritter Platz                                  |
| 29. März 2026                                  | 60 km klassisch                                |                                                |                                                |                                                |

## Frauen

### Ergebnisse
| 1.Ski Classics in Bad Gastein – Prolog und Bad Gastein Criterium | 1.Ski Classics in Bad Gastein – Prolog und Bad Gastein Criterium | 1.Ski Classics in Bad Gastein – Prolog und Bad Gastein Criterium | 1.Ski Classics in Bad Gastein – Prolog und Bad Gastein Criterium | 1.Ski Classics in Bad Gastein – Prolog und Bad Gastein Criterium |
| ---------------------------------------------------------------- | ---------------------------------------------------------------- | ---------------------------------------------------------------- | ---------------------------------------------------------------- | ---------------------------------------------------------------- |
| Datum                                                            | Disziplin                                                        | Erster Platz                                                     | Zweiter Platz                                                    | Dritter Platz                                                    |
| 13. Dezember 2025                                                | 7 km klassisch                                                   |                                                                  |                                                                  |                                                                  |
| 14. Dezember 2025                                                | 36 km klassisch                                                  |                                                                  |                                                                  |                                                                  |

| 2.Ski Classics in Pontresina und Zuoz – La Diagonela | 2.Ski Classics in Pontresina und Zuoz – La Diagonela | 2.Ski Classics in Pontresina und Zuoz – La Diagonela | 2.Ski Classics in Pontresina und Zuoz – La Diagonela | 2.Ski Classics in Pontresina und Zuoz – La Diagonela |
| ---------------------------------------------------- | ---------------------------------------------------- | ---------------------------------------------------- | ---------------------------------------------------- | ---------------------------------------------------- |
| Datum                                                | Disziplin                                            | Erster Platz                                         | Zweiter Platz                                        | Dritter Platz                                        |
| 17. Januar 2026                                      | 55 km klassisch                                      |                                                      |                                                      |                                                      |

| 3. Ski Classics im Val di Fiemme und Val di Fassa – Marcialonga | 3. Ski Classics im Val di Fiemme und Val di Fassa – Marcialonga | 3. Ski Classics im Val di Fiemme und Val di Fassa – Marcialonga | 3. Ski Classics im Val di Fiemme und Val di Fassa – Marcialonga | 3. Ski Classics im Val di Fiemme und Val di Fassa – Marcialonga |
| --------------------------------------------------------------- | --------------------------------------------------------------- | --------------------------------------------------------------- | --------------------------------------------------------------- | --------------------------------------------------------------- |
| Datum                                                           | Disziplin                                                       | Erster Platz                                                    | Zweiter Platz                                                   | Dritter Platz                                                   |
| 25. Januar 2026                                                 | 70 km klassisch                                                 |                                                                 |                                                                 |                                                                 |

| 4. Ski Classics von Bedřichov – Bedřichov Sprint | 4. Ski Classics von Bedřichov – Bedřichov Sprint | 4. Ski Classics von Bedřichov – Bedřichov Sprint | 4. Ski Classics von Bedřichov – Bedřichov Sprint | 4. Ski Classics von Bedřichov – Bedřichov Sprint |
| ------------------------------------------------ | ------------------------------------------------ | ------------------------------------------------ | ------------------------------------------------ | ------------------------------------------------ |
| Datum                                            | Disziplin                                        | Erster Platz                                     | Zweiter Platz                                    | Dritter Platz                                    |
| 30. Januar 2026                                  | Sprint klassisch                                 |                                                  |                                                  |                                                  |

| 5. Ski Classics von Bedřichov – Isergebirgslauf | 5. Ski Classics von Bedřichov – Isergebirgslauf | 5. Ski Classics von Bedřichov – Isergebirgslauf | 5. Ski Classics von Bedřichov – Isergebirgslauf | 5. Ski Classics von Bedřichov – Isergebirgslauf |
| ----------------------------------------------- | ----------------------------------------------- | ----------------------------------------------- | ----------------------------------------------- | ----------------------------------------------- |
| Datum                                           | Disziplin                                       | Erster Platz                                    | Zweiter Platz                                   | Dritter Platz                                   |
| 1. Februar 2026                                 | 50 km klassisch                                 |                                                 |                                                 |                                                 |

| 6. Ski Classics von Sälen nach Mora – Wasalauf | 6. Ski Classics von Sälen nach Mora – Wasalauf | 6. Ski Classics von Sälen nach Mora – Wasalauf | 6. Ski Classics von Sälen nach Mora – Wasalauf | 6. Ski Classics von Sälen nach Mora – Wasalauf |
| ---------------------------------------------- | ---------------------------------------------- | ---------------------------------------------- | ---------------------------------------------- | ---------------------------------------------- |
| Datum                                          | Disziplin                                      | Erster Platz                                   | Zweiter Platz                                  | Dritter Platz                                  |
| 1. März 2026                                   | 90 km klassisch                                |                                                |                                                |                                                |

| 7. Ski Classics von Orsa Grönklitt – Grönklitt 50K ITT | 7. Ski Classics von Orsa Grönklitt – Grönklitt 50K ITT | 7. Ski Classics von Orsa Grönklitt – Grönklitt 50K ITT | 7. Ski Classics von Orsa Grönklitt – Grönklitt 50K ITT | 7. Ski Classics von Orsa Grönklitt – Grönklitt 50K ITT |
| ------------------------------------------------------ | ------------------------------------------------------ | ------------------------------------------------------ | ------------------------------------------------------ | ------------------------------------------------------ |
| Datum                                                  | Disziplin                                              | Erster Platz                                           | Zweiter Platz                                          | Dritter Platz                                          |
| 7. März 2026                                           | 50 km klassisch                                        |                                                        |                                                        |                                                        |

| 8. Ski Classics von Rena nach Lillehammer – Birkebeinerrennet | 8. Ski Classics von Rena nach Lillehammer – Birkebeinerrennet | 8. Ski Classics von Rena nach Lillehammer – Birkebeinerrennet | 8. Ski Classics von Rena nach Lillehammer – Birkebeinerrennet | 8. Ski Classics von Rena nach Lillehammer – Birkebeinerrennet |
| ------------------------------------------------------------- | ------------------------------------------------------------- | ------------------------------------------------------------- | ------------------------------------------------------------- | ------------------------------------------------------------- |
| Datum                                                         | Disziplin                                                     | Erster Platz                                                  | Zweiter Platz                                                 | Dritter Platz                                                 |
| 14. März 2026                                                 | 54 km klassisch                                               |                                                               |                                                               |                                                               |

| 9. Ski Classics in Bodø – Marcialonga Bodø | 9. Ski Classics in Bodø – Marcialonga Bodø | 9. Ski Classics in Bodø – Marcialonga Bodø | 9. Ski Classics in Bodø – Marcialonga Bodø | 9. Ski Classics in Bodø – Marcialonga Bodø |
| ------------------------------------------ | ------------------------------------------ | ------------------------------------------ | ------------------------------------------ | ------------------------------------------ |
| Datum                                      | Disziplin                                  | Erster Platz                               | Zweiter Platz                              | Dritter Platz                              |
| 21. März 2026                              | 50 km klassisch                            |                                            |                                            |                                            |

| 10. Ski Classics in Bardufoss – Reistadløpet | 10. Ski Classics in Bardufoss – Reistadløpet | 10. Ski Classics in Bardufoss – Reistadløpet | 10. Ski Classics in Bardufoss – Reistadløpet | 10. Ski Classics in Bardufoss – Reistadløpet |
| -------------------------------------------- | -------------------------------------------- | -------------------------------------------- | -------------------------------------------- | -------------------------------------------- |
| Datum                                        | Disziplin                                    | Erster Platz                                 | Zweiter Platz                                | Dritter Platz                                |
| 28. März 2026                                | 46 km klassisch                              |                                              |                                              |                                              |

| 11. Ski Classics in Bardufoss – Summit 2 Senja | 11. Ski Classics in Bardufoss – Summit 2 Senja | 11. Ski Classics in Bardufoss – Summit 2 Senja | 11. Ski Classics in Bardufoss – Summit 2 Senja | 11. Ski Classics in Bardufoss – Summit 2 Senja |
| ---------------------------------------------- | ---------------------------------------------- | ---------------------------------------------- | ---------------------------------------------- | ---------------------------------------------- |
| Datum                                          | Disziplin                                      | Erster Platz                                   | Zweiter Platz                                  | Dritter Platz                                  |
| 29. März 2026                                  | 60 km klassisch                                |                                                |                                                |                                                |